# Listes de volcans sur Terre

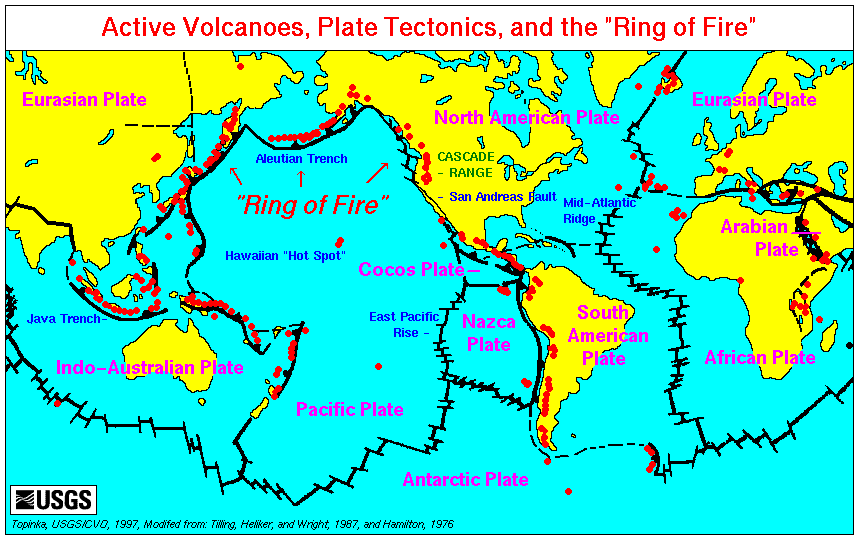
Carte terrestre indiquant les limites entre les principales plaques tectoniques et la position des principaux volcans actifs.

Cette page recense plusieurs listes de volcans sur Terre actifs, endormis et éteints. Ces listes sont classées, selon le continent ou les dates d'éruptions.

## Par date
- Liste d'éruptions volcaniques au XXe siècle
- Liste d'éruptions volcaniques au XXIe siècle

## Par type de volcan
- Liste de stratovolcans
- Liste des plus grandes éruptions volcaniques

## Par continents et pays

### Afrique
- Liste des volcans du Cameroun
- Liste des volcans du Cap-Vert
- Liste des volcans d'Éthiopie
- Liste des volcans de Madagascar

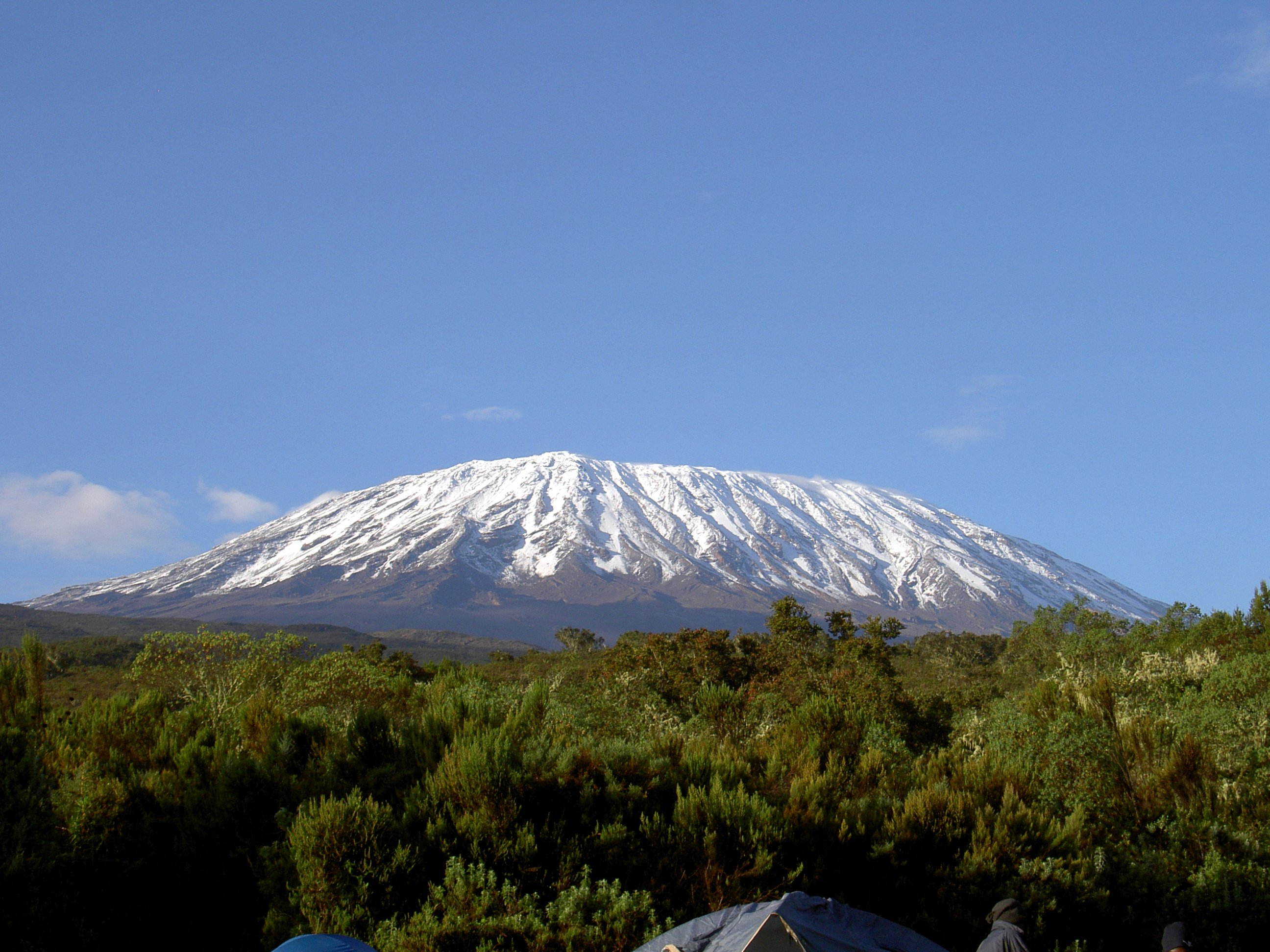
Le Kilimandjaro en Tanzanie, plus haut volcan d'Afrique.

- Liste des volcans de la république démocratique du Congo

### Amérique

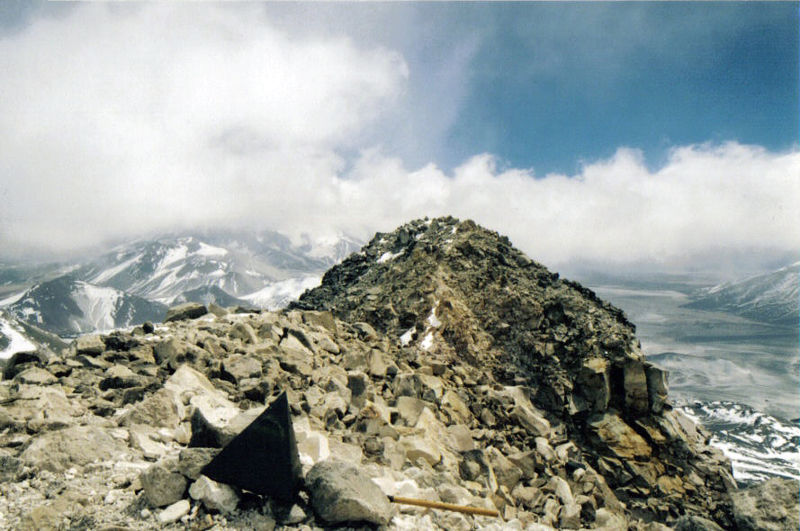
Le Nevado Ojos del Salado, sur la frontière entre l'Argentine et le Chili, plus haut volcan du monde.

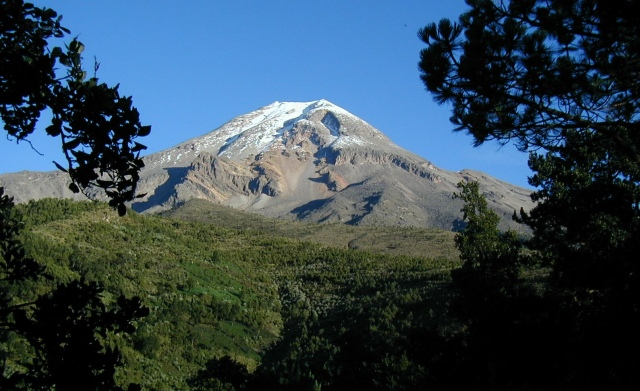
Le pic d'Orizaba au Mexique, plus haut volcan d'Amérique du Nord.

- Liste des volcans d'Argentine
- Liste des volcans de Bolivie
- Liste de volcans du Brésil
- Liste de volcans du Canada
- Liste des volcans du Chili
- Liste des volcans de Colombie
- Liste des volcans du Costa Rica
- Liste des volcans de la Dominique
- Liste des volcans d'Équateur
- Liste des volcans des États-Unis
- Liste des volcans du Guatemala
- Liste des volcans du Mexique
- Liste des volcans du Nicaragua
- Liste des volcans du Panama
- Liste des volcans du Pérou
- Liste des volcans du Salvador

### Antarctique

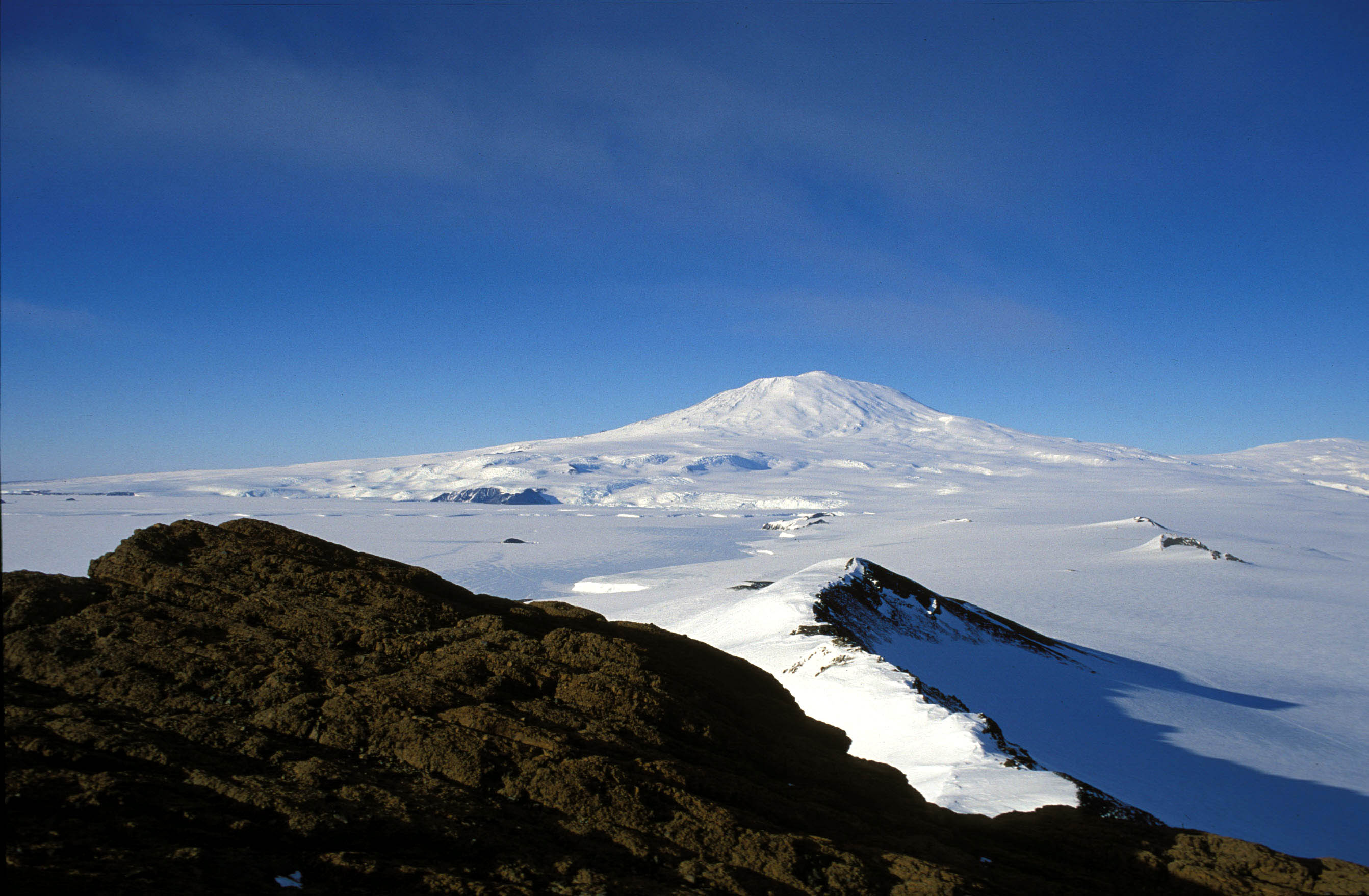
le mont Erebus, sur l'île de Ross, en 1998.

L'Antarctique possède de nombreux volcans, principalement sur le continent lui-même, mais également sur les îles avoisinantes, particulièrement les îles Sandwich du Sud.
Le mont Erebus, sur l'île de Ross, est le volcan en activité le plus austral du monde.

### Asie

Le Fuji, volcan du Japon.

- Liste des volcans d'Arménie
- Liste des volcans d'Azerbaïdjan
- Liste des volcans de Géorgie
- Liste des volcans d'Indonésie
- Liste des volcans d'Iran
- Liste des volcans du Japon
- Liste des volcans de Russie
- Liste de volcans de Turquie
- Liste de volcans du Yémen

### Europe

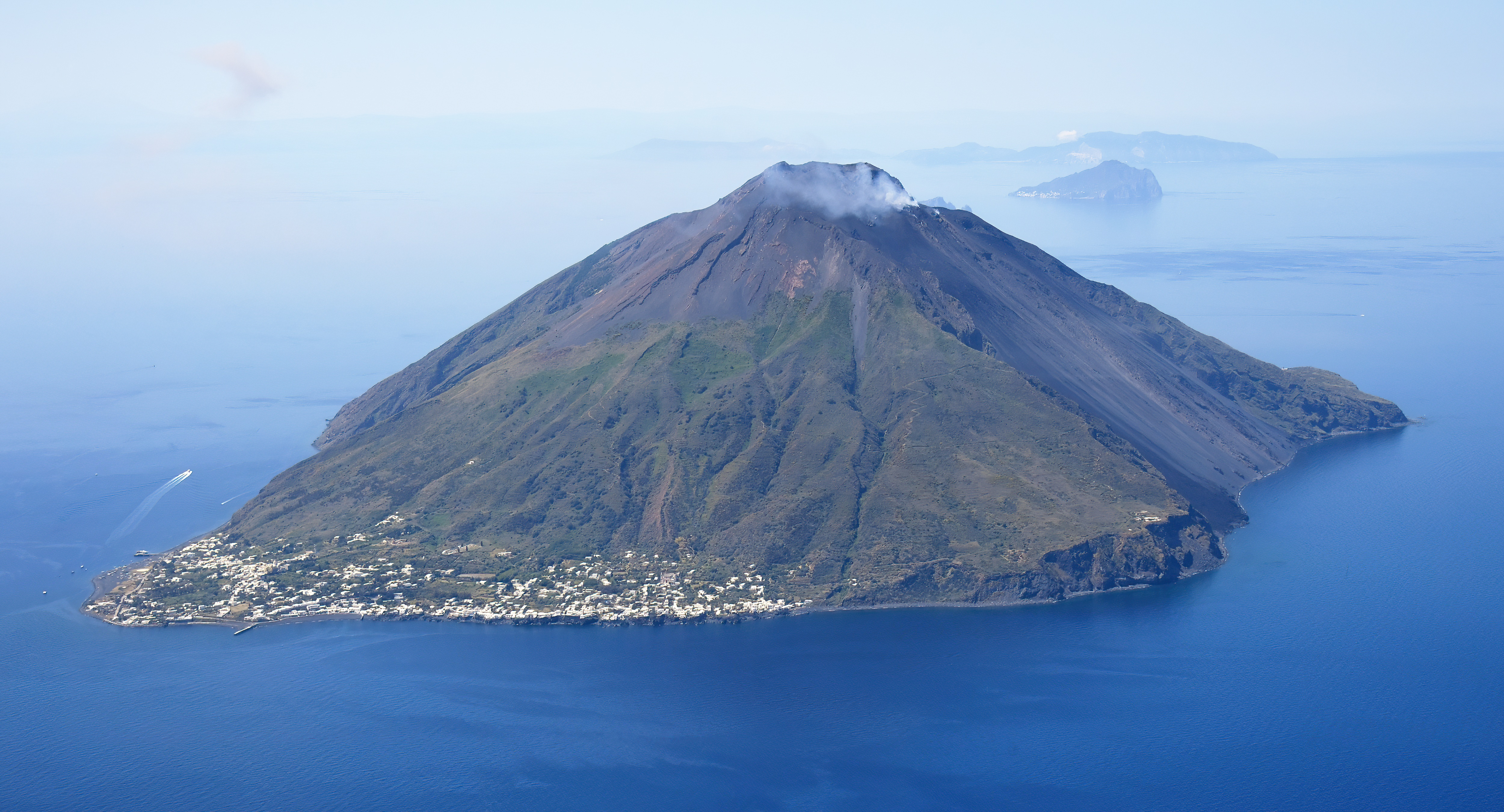
Le Stromboli, volcan d'Italie, en 2022.

- Liste des volcans d'Allemagne
- Liste des volcans d'Arménie
- Liste des volcans d'Azerbaïdjan
- Liste des volcans d'Espagne
- Liste des volcans de France
- Liste des volcans de Géorgie
- Liste des volcans de Grèce
- Liste des volcans d'Islande
- Liste des volcans d'Italie
- Liste des volcans du Portugal
- Liste des volcans de Russie

### Océanie
- Liste des volcans des États-Unis
- Liste des volcans des Fidji
- Liste des volcans d'Indonésie

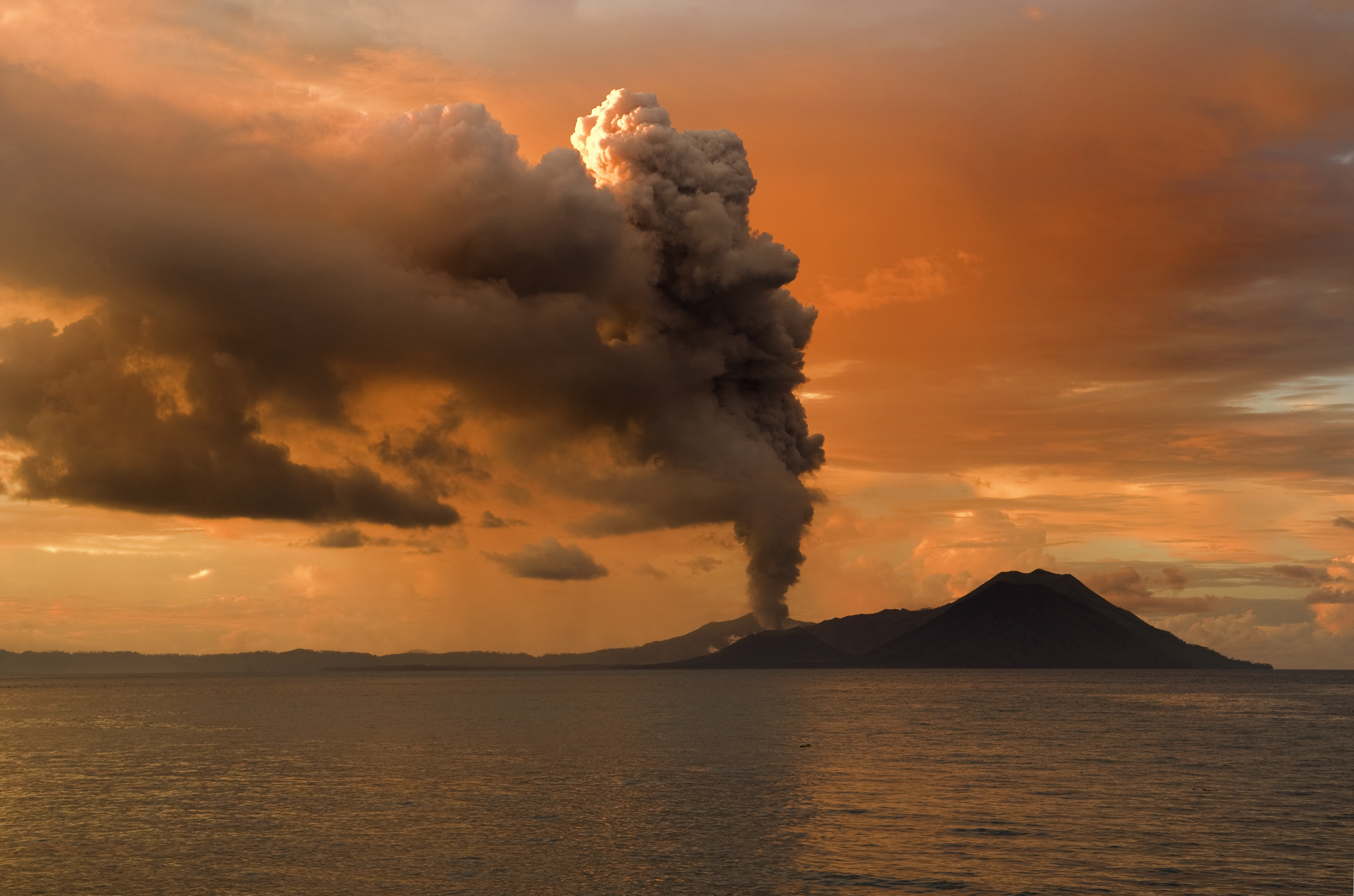
Éruption du Tavurvur, cône volcanique de la caldeira de Rabaul, sur l'île de Nouvelle-Bretagne en Papouasie-Nouvelle-Guinée, en 2009.

- Liste de volcans de Nouvelle-Zélande
- Liste des volcans de Papouasie-Nouvelle-Guinée
- Liste des volcans des Îles Salomon
- Liste des volcans des Tonga
- Liste des volcans du Vanuatu

## Par océans

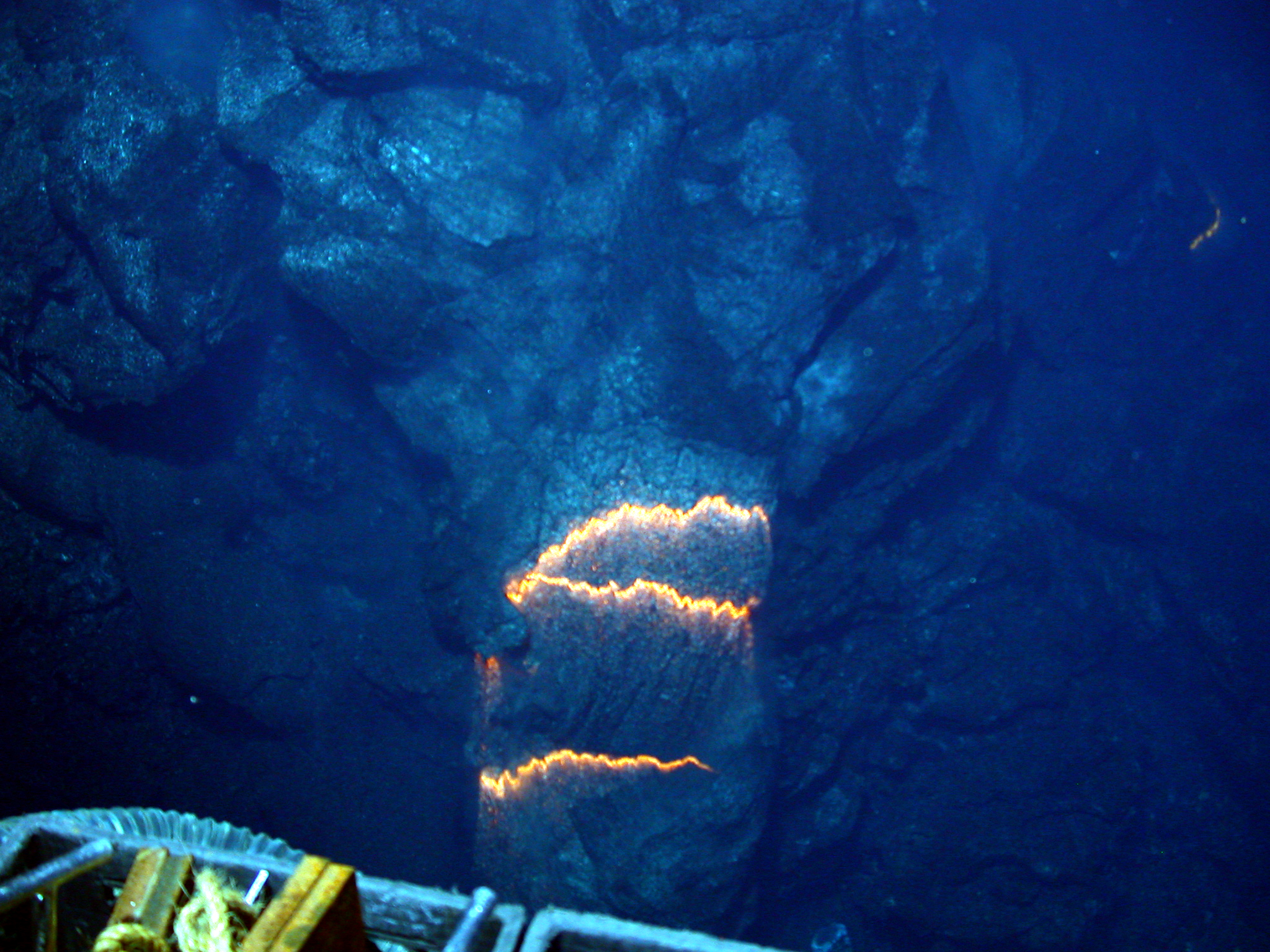
Éruption du Mata Ouest, volcan sous-marin.

- Liste de volcans sous-marins